# Tuméfaction
 Mise en garde médicale
Une tuméfaction est une augmentation de volume ou un gonflement d'une partie du corps sans préjuger de son siège exact et de sa nature.

## Exemples de tuméfaction

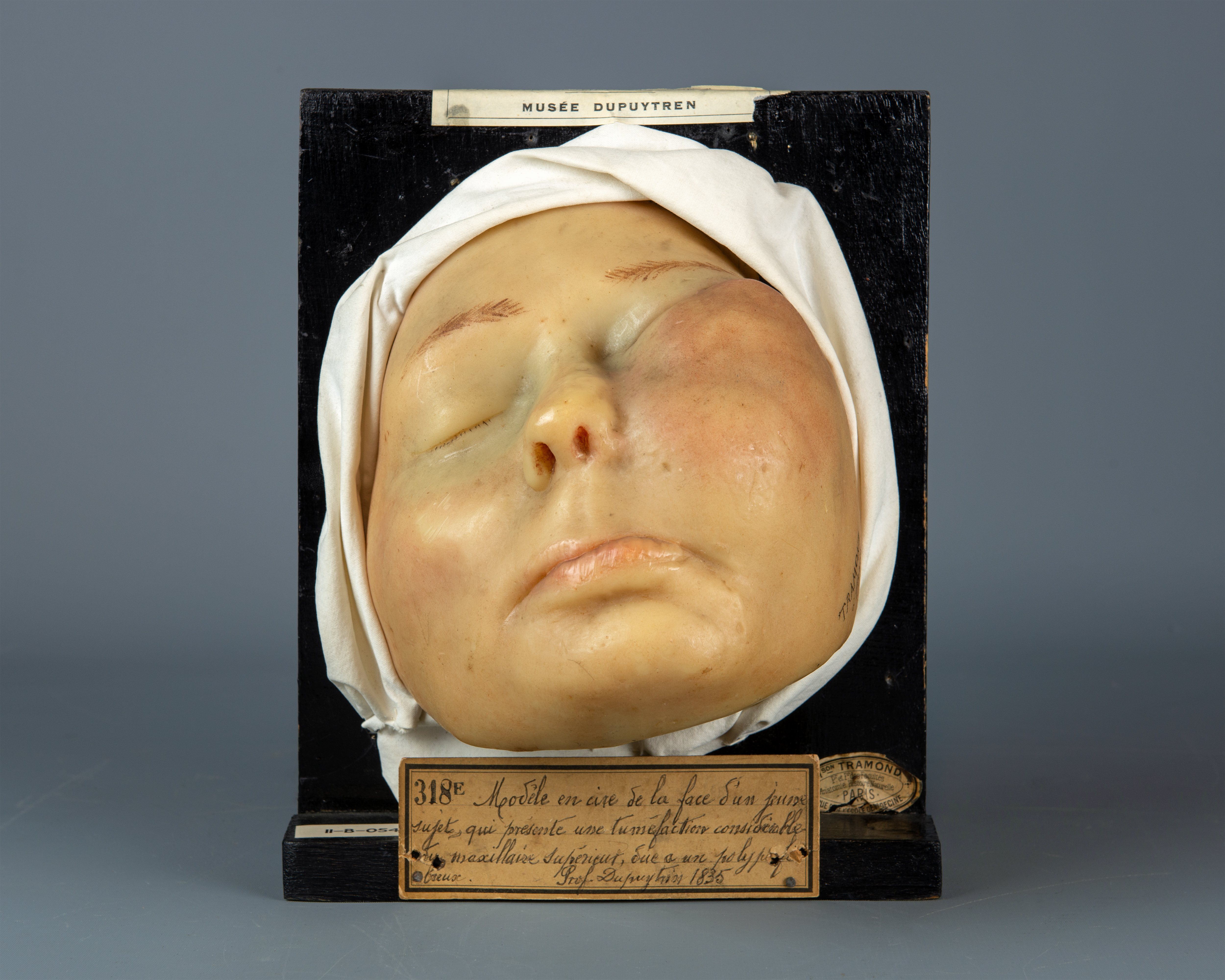
Tuméfaction liée à une tumeur. Moulage en cire conservé au Musée Dupuytren.

Un hématome, une tumeur ou le simple gonflement d'un organe peut se manifester par une tuméfaction.
Une tuméfaction abdominale peut, ainsi, être due à une ascite, une tumeur digestive, un fécalome, un gros foie ou une grosse rate, une dilatation intestinale, etc.
Une tuméfaction des bourses peut être le fait d'une hydrocèle, d'une orchite (inflammation testiculaire dont les causes les plus connues sont les oreillons), d'une tumeur testiculaire, d'un kyste du cordon, etc.
La tuméfaction de la vulve chez une chienne gestante est un signe avant-coureur de la mise-bas. Elle s'observe dans les derniers jours de gestation.